# Parteitag der CDU Deutschlands 2024
Der 36. Parteitag der Christlich Demokratischen Union Deutschlands fand vom 6. bis 8. Mai 2024 im Estrel Congress Center in Berlin statt. Auf dem Programm stand die Neuwahl des gesamten Bundesvorstands sowie die Wahl eines Generalsekretärs. Außerdem beschlossen die Delegierten ein neues Grundsatzprogramm. Der Parteitag endete am dritten Tag mit dem Auftakt in die heiße Phase des Europawahlkampfes.

## Neuwahl des Vorstands
Auf dem Bundesparteitag stand turnusgemäß die Neuwahl des Bundesvorstands an. Friedrich Merz wurde als Parteivorsitzender bestätigt, weitere Kandidaten um den Parteivorsitz traten nicht an. Der bisherige kommissarische Generalsekretär Carsten Linnemann wurde ebenso von den Delegierten bestätigt wie Christina Stumpp als stellvertretende Generalsekretärin.

### Parteivorsitzender
- Friedrich Merz (89,81 Prozent)
  - Vorsitzender der CDU/CSU-Fraktion im Deutschen Bundestag

### Generalsekretär
- Carsten Linnemann (91,37 Prozent)
  - Mitglied des Deutschen Bundestages

### Stellvertretende Generalsekretärin
- Christina Stumpp (77,90 Prozent)
  - Mitglied des Deutschen Bundestages

### Stellvertretende Vorsitzende
Die bisherigen vier Stellvertreter traten erneut an. Anstelle des neuen Generalsekretärs Carsten Linnemann, der zuvor ebenfalls stellvertretender Parteivorsitzender war, wurde Karl-Josef Laumann gewählt.
- Karl-Josef Laumann (91,95 Prozent)
  - Minister für Arbeit, Gesundheit und Soziales des Landes Nordrhein-Westfalen
Bundesvorsitzender der Christlich-Demokratischen Arbeitnehmerschaft

- Michael Kretschmer (87,67 Prozent)
  - Ministerpräsident von Sachsen
Vorsitzender des CDU-Landesverbandes Sachsen

- Andreas Jung (79,41 Prozent)
  - Mitglied des Deutschen Bundestages

- Silvia Breher (77,43 Prozent)
  - Vorsitzende des CDU-Landesverbandes Oldenburg
Mitglied des Deutschen Bundestages

- Karin Prien (58,10 Prozent)
  - Ministerin für allgemeine und berufliche Bildung, Wissenschaft, Forschung und Kultur des Landes Schleswig-Holstein
Vorsitzende des Jüdischen Forums in der CDU

### Bundesschatzmeisterin
- Julia Klöckner (83,35 Prozent)
  - Mitglied des Deutschen Bundestages
ehemalige Bundeslandwirtschaftsministerin

### Weitere Mitglieder des Präsidiums
- Mario Voigt (90,84 Prozent)
  - Fraktionsvorsitzender der CDU-Fraktion im Thüringer Landtag
Landesvorsitzender der CDU Thüringen

- Ina Scharrenbach (81,90 Prozent)
  - Ministerin für Heimat, Kommunales, Bauen und Gleichstellung des Landes Nordrhein-Westfalen

- Ines Claus (81,15 Prozent)
  - Fraktionsvorsitzende der CDU-Fraktion im Hessischen Landtag

- Jens Spahn (80,09 Prozent)
  - stellvertretender Vorsitzender der CDU/CSU-Fraktion im Deutschen Bundestag
ehemaliger Bundesminister für Gesundheit

- Sebastian Lechner (71,35 Prozent)
  - Vorsitzender der CDU in Niedersachsen

- Ronja Kemmer (71,14 Prozent)
  - Mitglied des Deutschen Bundestages

- Sven Schulze (68,16 Prozent)
  - Minister für Wirtschaft, Tourismus, Landwirtschaft und Forsten des Landes Sachsen-Anhalt
Vorsitzender des CDU-Landesverbandes Sachsen-Anhalt

### Mitgliederbeauftragter
- Philipp Amthor (67,90 Prozent)
  - Mitglied des Deutschen Bundestages

### Beisitzer im Bundesvorstand
Satzungsgemäß wurden 26 Beisitzer als weitere Mitglieder in den Bundesvorstand gewählt. Größere mediale Beachtung fand die Tatsache, dass mit Johannes Volkmann nun der Enkel von Altkanzler Helmut Kohl Mitglied im CDU-Vorstand ist.
- Joe Chialo (88,43 Prozent)
- Astrid Wallmann (86,13 Prozent)
- Franziska Hoppermann (85,82 Prozent)
- Henning Otte (82,27 Prozent)
- Paul Ziemiak (81,13 Prozent)
- Carina Hermann (80,71 Prozent)
- Jessica Steiner (80,19 Prozent)
- Kim-Sarah Speer (78,31 Prozent)
- Stefan Heck (78,21 Prozent)
- Thomas Kufen (77,79 Prozent)
- Serap Güler (77,06 Prozent)
- Mechthild Heil (76,85 Prozent)
- Steffen Bilger (76,75 Prozent)
- Jan Redmann (76,43 Prozent)
- Birte Glißmann (74,87 Prozent)
- Hermann Gröhe (74,45 Prozent)
- Johannes Steiniger (73,62 Prozent)
- Thomas Jarzombek (70,18 Prozent)
- Johannes Volkmann (70,07 Prozent)
- Bastian Schneider (67,88 Prozent)
- Marc Speicher (67,67 Prozent)
- Ralph Alexander Lorz (64,03 Prozent)
- Wiebke Winter (63,30 Prozent)
- Elke Hannack (61,73 Prozent)
- Ruth Baumann (61,63 Prozent)
- Monica Wüllner (60,38 Prozent)

## Themen und Grundsatzprogramm
Nach einem mehr als zweijährigen parteiinternen Prozess beschloss der Parteitag am 7. Mai einstimmig das neue CDU-Grundsatzprogramm mit dem Titel „In Freiheit leben“. Es ist das vierte Grundsatzprogramm in der Geschichte der Partei und ersetzt das vorherige aus dem Jahr 2007. Entgegen dem Entwurf des Parteivorstandes beschlossen die Delegierten einen Änderungsantrag zur schrittweisen Wiedereinführung der Wehrpflicht, die schließlich in ein verpflichtendes Gesellschaftsjahr integriert werden soll.
Als Parteitagsbeschluss zur Europawahl 2024 verabschiedeten die Delegierten zudem den Leitantrag „In Freiheit. In Sicherheit. In Europa.“.